# Карлхайнц Щирле
Карлхайнц Щирле (на немски: Karlheinz Stierle) е германски филолог, литературен теоретик, специалист по романска филология.

## Биография
Роден е на 22 ноември 1936 г. в Щутгарт, Германия. Учи в Щутгарт и Хайделберг, завършва гимназия през 1956 г. Следва филология и философия в Хайделберг, Монпелие, Мюнстер, Гисен. Защитава дипломна работа върху творчеството на Нервал при Ханс Роберт Яус (1963). От 1964 до 1968 г. е асистент на Яус в Гисен и Констанц. Става член на изследователската група „Поетика и херменевтика“. През 1968 г. е поканен като професор в Корнелския университет, а през 1969 – 1972 г. – в Рурския университет в Бохум. След това преподава в различни университети в Германия и други части на Европа (Флоренция, Амстердам), както и в САЩ (Уесли). През 1995 – 1997 г. е декан на философския факултет на Констанцкия университет. През 2004 г. се пенсионира като професор по романска литература в Констанцкия университет. Хоноруван професор по романска филология в Университета на Саарланд.

## Творчество
Изследванията на Карлхайнц Щирле, в които той развива своя херменевтичен подход към словесността, са посветени на италианската (Данте, Петрарка) и френската (Монтен, Русо, Нервал, Бодлер, Пруст) литература. Той е автор и на фундаментална монография за мита за Париж в културата на Новото и най-новото време (1993, фр. превод с предговор на Жан Старобински – 2001).

## Признание
- Член на Академията на науките в Хайделберг (1995).
- Член-кореспондент на Академията на моралните и политическите науки на Френския институт (2005).
- Чуждестранен член на италианската Академия деи Линчеи (2009).
- Лауреат на много други премии и награди.

## Монографии
- Dunkelheit und Form in Gérard de Nervals „Chimères“ (Затъмненост и форма в „Химери“ на Жерар дьо Нервал). München: W. Fink, 1967
- Text als Handlung: Perspektiven einer systematischen Literaturwissenschaft (Текстът като действие: Перспективи за систематично литературознание). München: W. Fink, 1975
- Petrarcas Landschaften: zur Geschichte ästhetischer Landschaftserfahrung (Пейзажите на Петрарка: Към история на естетическото преживяване на пейзажа). Krefeld: Scherpe Verlag, 1979
- Der Mythos von Paris: Zeichen und Bewusstsein der Stadt (Митосът за Париж: Знаци и съзнание на града). München: C. Hanser, 1993
- Francesco Petrarca: ein Intellektueller im Europa des 14. Jahrjunderts (Франческо Петрарка: един интелектуалец в Европа през 14 век). München: Hanser, 2003
- Das grosse Meer des Sinns: hermenautische Erkundungen in Dantes „Commedia“ (Голямото море на греха: херменевтични проучвания в „Комедия“-та на Данте). München: Wilhelm Fink, 2007
- Zeit und Werk: Prousts A la recherche du temps perdu und Dantes Commedia (Време и дело: „В търсене на изгубеното време“ на Пруст и „Комедия“ на Данте). München: Hanser, 2008